# Дубенский, Пётр Николаевич (генерал-майор)
Пётр Николаевич Дубенский (1809—1854) — военный инженер, генерал-майор, участник многих войн эпохи Николая I, командир Гренадерского сапёрного батальона.

## Биография
Сын сенатора Николая Порфирьевича Дубенского. Родился 5 октября 1809 года. Образование получил в Пажеском корпусе, из которого в 1826 году выпущен в Учебный сапёрный батальон прапорщиком и 11 января 1828 года был переведён в лейб-гвардии Сапёрный батальон.
Во время русско-турецкой войны 1828—1829 годов Дубенский был занят на осадных работах при обложении Варны и 6 декабря 1828 года за отличие был произведён в подпоручики. Кроме того, он за работы против 2-го бастиона был награждён орденом св. Анны 3-й степени и 6 декабря был удостоен золотой полусабли с надписью «За храбрость»
Находился в траншейных работах, также при устроении ложемента и венчании во 2-м бастионе и атаке из онаго против правой куртины.
23 февраля 1829 года был назначен адъютантом к генерал-майору Шильдеру, с которым находился при осаде Силистрии, за отличие под которой был награждён орденом св. Владимира 4-й степени с бантом. За сражение под Шумлой Дубенский 6 декабря 1830 года был произведён в поручики.
По окончании военных действий он был командирован во Францию для ознакомления со службой французских военных инженеров и принял участие в происходившей тогда (в 1830 году) кампании по завоеванию Алжира. Состоя при главной квартире французского экспедиционного корпуса, он находился при осаде и взятии города Алжира, и в отдельных экспедициях, предпринимавшихся внутрь алжирских владений. По возвращении из Африки Дубенский получил от французского короля орден Почётного легиона.
Вслед за тем принял участие в походе в Польшу, где сражался с инсургентами; за отличие при штурме Варшавских предместий, где под сильным неприятельским огнём обустраивал батареи, получил чин штабс-капитана, а за дело при местечке Нур награждён орденом св. Анны 2-й степени.
Продолжая службу в лейб-гвардии Сапёрном батальоне, Дубенский последовательно получил чины капитана (9 марта 1837 года) и полковника (26 июля 1840 года). 7 февраля 1843 года он был назначен командиром Гренадерского саперного батальона. 12 января 1846 года он за беспорочную выслугу 25 лет в офицерских чинах был награждён орденом св. Георгия 4-й степени (№ 7397 по кавалерскому списку Григоровича — Степанова).
4 ноября 1847 года он сдал должность своему преемнику полковнику В. А. Рашету и получил назначение членом Инженерного отделения Военно-учёного комитета. 30 августа 1851 года произведён в генерал-майоры.
С началом Восточной войны Дубенский был командирован в действующую армию, однако уже в самом начале кампании, при переправе русских войск через Дунай 11 марта 1854 года, лишился ноги, оторванной турецким ядром, отчего и умер 21 марта.
В. Д. Кренке в своих воспоминаниях отзывается о Дубенском как о человеке прекрасных душевных качеств, замечательно умном, благовоспитанном, высокообразованном, знавшем несколько иностранных языков и обладавшем глубокими познаниямн как в сапёрном деле, так и по разным другим отраслям наук.